# 张岳琦
张岳琦（1938年—），男，山东枣庄人，中华人民共和国政治人物。

## 生平
早年毕业于铁道部济南铁路运输机械学校。1979年，任中共辽宁省委办公厅副主任。1980年，任中共广东省委办公厅副主任。1982年，任中共广东省委副秘书长。1986年，任广东省委常委、秘书长。1987年，任中共中央办公厅副主任兼赵紫阳秘书。1990年，担任吉林省人民政府副省长。1994年，任中共吉林省委副书记。1998年，改任吉林省政协主席。